# كبة نيئة
الكبة النيئة أو الكبة النية (باللهجات المحلية) هي أكلة معروفة في بلاد الشام أصلها من مدينة حلب السورية ومنها أنتشرت، والكبة النيئة هي بلحم الضأن (الخاروف) ولكن تعمل أيضا بلحم العجل أو الماعز وتدق على جرن من حجر لتصبح اللحمة مثل المرهم ومن ثم تضاف للبرغل ويضاف لها البهار المشكل والملح وتمرس على اليد في إناء فخاري يسمى القصعة ومن ثم تعمل بشكل الخيار الصغير وتلبس بدهن اللية (دهن لية خاروف) والفليفلة الحارة المشهورة تؤكل مغموسة بالزيت (زيت الزيتون).
تشتهر هذة الاكلة كذلك في شمال فلسطين، حيث تؤكل في جميع القرى والمدن في شمال البلاد خاصة في قرية دبورية والناصرة جنوبا وحتى أقصى الشمال. وفي بعض المناطق الفلسطينية تقدم الكبة النية مع الحوسه (لحم مفروم مقلي بكمية جيدة من بزيت زيتون مع بصل وصنوبر. أما أكثر البلاد شهرة بأكلة الكبة فهي قرية يركا في الجليل الأعلى. حيث أن كل بلاد الشمال تعترف بجودة وطعمة الكبة اليركاوية التي تشتهر بحرقتها وبطعمتها الخاصة بفضل خلطة البهارات الخاصة التي تحضرنها نساء القرية. أما عن الفلفل الذي يستعمل لتحضير هذه الاكلة فإنه يصنف إلى 3 درجات وهي: عادي، بشعط وبيكوي.

## المعلومات الغذائية
تحتوي وجبة الكبة النيئة (180غ تقريباً)، بحسب موقع شهية، على المعلومات الغذائية التالية:
- السعرات الحرارية: 211
- الدهون: 9
- الدهون المشبعة: 4
- الكوليسترول: 102
- الكاربوهيدرات: 7
- البروتينات: 25

مع العلم أن هذه الوصفة قد تحتوي على البصل، الحبق والمردقوش.